# Сатель Едуард Адамович
Едуард Адамович Сатель (20 серпня 1885, місто Москва, тепер Російська Федерація — 20 серпня 1968, місто Москва, тепер Російська Федерація) — радянський вчений у галузі машинобудування, заслужений діяч науки та техніки РРФСР, доктор технічних наук (1941), професор (1925), один із основоположників наукової школи технології машинобудування. Герой Соціалістичної Праці (28.08.1965).

## Життєпис
Батько Адам Гнатович Сатель був обрусілим французом із службовців. Мати Амалія Юліївна Сатель була вчителькою французької мови.
У 1902 році Едуард Сатель закінчив реальне училище при реформаторській церкві в Москві і вступив на механічне відділення в Імператорське Московське технічне училище. У студентські роки працював конструктором у студентському науковому гуртку під керівництвом професора В. Гриневецького. Під час навчання з 1904 до 1908 року брав участь у революційній діяльності, організовував у Москві підпільні друкарні РСДРП.
З 1908 року проходив практику на Людиновському локомобільному заводі, брав участь у розробці та випробуваннях серії нового типу промислових локомобілів на перегрітій парі. Після закінчення училища (1911 рік) залишився працювати на заводі як конструктор та керівник дослідної станції. 
З 1912 до 1914 року перебував у відрядженні за кордон, для вивчення виробництва локомобілів та дизелів на заводах Німеччини, Англії та Швейцарії.
З січня 1914 року працював на найбільшому тоді Коломенському паровозобудівному заводі начальником виробництва дизелів, а потім начальником виробництва всього заводу. У 1917 році як член Надзвичайного комісаріату брав участь у націоналізації Коломенського паровозобудівного заводу, а в липні 1918 року був призначений його технічним директором.
У травні 1920 року переведений до відділу металів Вищої ради народного господарства (ВРНГ), де призначений керівником Бюро зразкових заводів та заступником голови економічного бюро з переведення націоналізованих підприємств на господарський розрахунок. Займався технічною та організаційно-економічною перебудовою таких великих заводів як «Електросталь», «Геодезія», «Інструментальний» та інші.
У травні 1923 року призначений технічним директором Московського машинобудівного тресту, який об'єднував найбільші заводи московського регіону. З ініціативи Сателя та при його безпосередньому керівництві докорінно реконструювали і реорганізували такі заводи як «Красный пролетарий», «Фрезер», «Серп і молот», «Борець», «Компресор», «Красная Пресня», завод підйомних машин та інших.
З 1922 до 1930 року викладав курси організації виробництва у Московському промислово-економічному інституті, де пізніше створив кафедру «Організація машинобудівного виробництва». У 1925 року Сателю було присвоєно вчене звання професора за спеціальністю технологія та організація машинобудування. У 1925—1927 роках працював професором в інституті імені Плеханова на кафедрі «Організація машинобудування». У 1928—1930 роках — перший проректор з навчальної та наукової частини, завідувач кафедри Промислової академії імені Сталіна в Москві.
У травні 1931 року наказом народного комісара важкої промисловості СРСР Серго Орджонікідзе Едуард Сатель призначений технічним директором Сталінградський тракторний завод. Очолював будівництво Сталінградського тракторного заводу, налагоджував перше в СРСР безперервне потокове виробництво тракторів на цьому підприємстві, був одним із творцем Сталінградського механічного інституту. У 1933–1935 роках очолював кафедру технології машинобудування та організації виробництва у Сталінградському механічному інституті.
Член ВКП(б) з 1935 року.
З 1935 року працював технічним директором, а в 1936—1937 роках — директор Ново-Краматорського заводу важкого машинобудування імені Сталіна Донецької області.
З 1937 року — на викладацькій роботі в Московському вищому технічному училищі імені Баумана (МВТУ). Був творцем кафедри «Спеціальна технологія», де навчали спеціалістів у галузі виробництва озброєння та боєприпасів. У 1940—1962 роках завідував кафедрою «М-8» МВТУ. 
Одночасно із викладацькою діяльністю з січня 1937 року працював у Народному комісаріаті озброєння СРСР головним інженером та заступником начальника, а з 1939 до 1947 року — начальником 1-го Головного технічного управління, головою технічної ради та членом колегії Народного комісаріату (Міністерства) озброєння СРСР. Під час німецько-радянеської війни проводив велику роботу з реконструкції підприємств та переведення їх на масове серійне виробництво для потреб фронту.
У 1939 році очолив кафедру технології виробництва машин на факультеті спеціального машинобудування Московського механіко-машинобудівного інституту імені Баумана. У 1941 захистив докторську дисертацію, в основі якої лежали результати його роботи з обліку особливостей технології виготовлення деталей при їх конструюванні. Також очолював кафедру організації виробництва Московського інженерно-економічного інституту імені С. Орджонікідзе. З 1947 до 1950 року працював на посаді проректора з наукової та навчальної роботи Академії промисловості озброєння СРСР. З 1962 року працював професором кафедр «М-8» МВТУ імені Баумана.
Був одним із основоположників радянської наукової школи технології машинобудування, вивчав якість обробки поверхні деталей та їх експлуатаційні властивості, здійснив розробки технологічних способів підвищення надійності та довговічності машин. Опублікував багато наукових праць у цій галузі. 
Помер 20 серпня 1968 року після важкої хвороби в Москві. Похований на Введенському цвинтарі Москви.

## Основні праці
- «Інструментальна справа» (1940);
- «Технологія та технічні ресурси машинобудування» (1943);
- «Розвиток технології машинобудування та його наукові завдання» (1947);
- «Технологічність конструкції» (1953);
- «Довідник машинобудівника» у 6-х томах (1955);
- «Деякі питання поверхневого зміцнення» (1955);
- «Чистота поверхні деталей машин» (1956);
- «Основи організації та планування машинобудівних підприємств СРСР» (1957);
- «Організація, планування та економіка допоміжних господарств машинобудівного заводу» (1957);
- «Підвищення довговічності деталей машин» (1959);
- «Основи технічної підготовки виробництва та організація праці» (1959);
- «Організація, планування та економіка основних цехів машинобудівних заводів» (1962);
- «Технологічні засоби підвищення довговічності машин» (1964, 1969);
- «Проблеми розвитку технології машинобудування» (1968)

## Нагороди
- Герой Соціалістичної Праці (28.08.1965) — за «визначні заслуги у розвитку машинобудування, підготовці інженерних та наукових кадрів та у зв'язку з вісімдесятиріччям від дня народження»
- два ордени Леніна (17.05.1932, 28.08.1965)
- орден Кутузова ІІ ст. (16.09.1945)
- орден Вітчизняної війни І ст. (18.11.1944)
- три ордени Трудового Червоного Прапора (18.04.1942, 5.08.1944, 15.09.1961)
- орден Червоної Зірки (8.06.1939)
- медаль «За доблесну працю у Великій Вітчизняній війні 1941—1945 рр.» (1945)
- медалі
- Заслужений діяч науки та техніки РРФСР (10.06.1946)